# Lugny (Saona i Loira)
Lugny és un municipi francès, situat al departament de Saona i Loira i a la regió de Borgonya - Franc Comtat. L'any 2007 tenia 901 habitants.

## Demografia

### Població
El 2007 la població de fet de Lugny era de 901 persones. Hi havia 395 famílies, de les quals 130 eren unipersonals (51 homes vivint sols i 79 dones vivint soles), 138 parelles sense fills, 99 parelles amb fills i 28 famílies monoparentals amb fills.
La població ha evolucionat segons el següent gràfic:
Habitants censats

### Habitatges
El 2007 hi havia 475 habitatges, 404 eren l'habitatge principal de la família, 36 eren segones residències i 34 estaven desocupats. 413 eren cases i 60 eren apartaments. Dels 404 habitatges principals, 251 estaven ocupats pels seus propietaris, 140 estaven llogats i ocupats pels llogaters i 13 estaven cedits a títol gratuït; 6 tenien una cambra, 41 en tenien dues, 73 en tenien tres, 128 en tenien quatre i 156 en tenien cinc o més. 262 habitatges disposaven pel capbaix d'una plaça de pàrquing. A 193 habitatges hi havia un automòbil i a 173 n'hi havia dos o més.

### Piràmide de població
La piràmide de població per edats i sexe el 2009 era:
| Homes | Edats   | Dones |
| ----- | ------- | ----- |
| 0     | 95 o +  | 0     |
| 0     | 90 a 94 | 8     |
| 4     | 85 a 89 | 12    |
| 8     | 80 a 84 | 16    |
| 20    | 75 a 79 | 28    |
| 16    | 70 a 74 | 20    |
| 28    | 65 a 69 | 32    |
| 16    | 60 a 64 | 8     |
| 8     | 55 a 59 | 20    |
| 48    | 50 a 54 | 20    |
| 32    | 45 a 49 | 28    |
| 24    | 40 a 44 | 40    |
| 28    | 35 a 39 | 52    |
| 20    | 30 a 34 | 4     |
| 20    | 25 a 29 | 20    |
| 16    | 20 a 24 | 12    |
| 28    | 15 a 19 | 20    |
| 24    | 10 a 14 | 12    |
| 24    | 5 a 9   | 36    |
| 28    | 0 a 4   | 12    |

## Economia
El 2007 la població en edat de treballar era de 582 persones, 447 eren actives i 135 eren inactives. De les 447 persones actives 418 estaven ocupades (219 homes i 199 dones) i 29 estaven aturades (11 homes i 18 dones). De les 135 persones inactives 51 estaven jubilades, 59 estaven estudiant i 25 estaven classificades com a «altres inactius».

### Ingressos
El 2009 a Lugny hi havia 405 unitats fiscals que integraven 935,5 persones, la mediana anual d'ingressos fiscals per persona era de 17.794 €.

### Activitats econòmiques
Dels 62 establiments que hi havia el 2007, 3 eren d'empreses extractives, 2 d'empreses alimentàries, 1 d'una empresa de fabricació d'altres productes industrials, 8 d'empreses de construcció, 18 d'empreses de comerç i reparació d'automòbils, 5 d'empreses de transport, 6 d'empreses d'hostatgeria i restauració, 1 d'una empresa d'informació i comunicació, 2 d'empreses financeres, 2 d'empreses immobiliàries, 3 d'empreses de serveis, 7 d'entitats de l'administració pública i 4 d'empreses classificades com a «altres activitats de serveis».
Dels 18 establiments de servei als particulars que hi havia el 2009, 1 era una oficina d'administració d'Hisenda pública, 1 gendarmeria, 1 oficina de correu, 2 oficines bancàries, 1 taller de reparació d'automòbils i de material agrícola, 1 autoescola, 4 fusteries, 2 lampisteries, 1 electricista, 1 perruqueria i 3 restaurants.
Dels 8 establiments comercials que hi havia el 2009, 1 era una gran superfície de material de bricolatge, 1 una botiga de més de 120 m², 1 una botiga de menys de 120 m², 1 una fleca, 1 una llibreria, 1 una botiga de roba, 1 una botiga de material de revestiment de parets i terra i 1 una joieria.
L'any 2000 a Lugny hi havia 43 explotacions agrícoles que ocupaven un total de 666 hectàrees.

## Equipaments sanitaris i escolars
L'únic equipament sanitari que hi havia el 2009 era una farmàcia.
El 2009 hi havia 2 escoles elementals. Lugny disposava de 2 col·legis d'educació secundària amb 548 alumnes.

## Poblacions més properes
El següent diagrama mostra les poblacions més properes.